# Rama (Guru)
Swāmī Rāma (* 26. Oktober 1925 in Nordindien; † 13. November 1996 in Rishikesh; bürgerlicher Name: Brij Kishor Kumar), vor allem im Himalaya auch bekannt als Bhole Baba und als Rama Dandi. Er wurde in früher Kindheit von Bengali Baba in die Tradition des Yoga eingeweiht. Seit früher Kindheit praktizierte er die verschiedenen Disziplinen des Yoga in Klöstern des Himalaya und gilt als wichtiger Vertreter der Sri Vidya-Tradition.

## Leben und Lehre
In seiner Kindheit und als Heranwachsender lebte und reiste Swami Rama als Waisenkind mit Bettelmönchen, Yogis und Sadhus aus Garhwal, Kumaon, Kangra-Tal, Kaschmir, Ladakh und Tibet und anderen Teilen Indiens. Zu seinen  Lehrern gehörten  Ramana Maharshi, Aurobindo, Anandamayi Ma und Rabindranath Tagore. In Tibet vollendete er seine Studien bei seinem Großmeister, welcher auch der direkte Lehrer von Mahavatar Babaji war.
Zwischen 1938 und 1944 lehrte Swami Rama vedisch-hinduistische und buddhistische Schriften in verschiedenen Klöstern. Im Alter von 24 Jahren wurde Swami Rama der Shankaracharya von Karvirpitham in Süd-Indien, eine der höchsten spirituellen Positionen Indiens. 1952 gab er das Amt auf, heiratete und gründete eine Familie. Später verließ er diese um in den Himalaya zurückzukehren und seine spirituelle Praxis weiterzuführen.
1969 reiste er erstmals in die USA. Er begründete das Himalayan Institute of Yoga Science and Philosophy (heute kurz: Himalayan Institute), mit Zentren rund um die Welt.
1993 kehrte er endgültig zurück nach Indien, um dort seinen Plan zu verwirklichen, ein Hospital für die am Fuß des Himalaya lebenden Menschen zu errichten, das Himalayan Institute Hospital.
Swami Rama gründete verschiedene Organisationen. Seine Lehren verbreitete er in  Schriften und Vorlesungen. Er lehrte, dass man sich selbst auf allen Ebenen kennen sollte, und erklärte „Nachdem ich hunderte von Ländern besucht habe, habe ich festgestellt, dass es überall ein großes Problem gibt, und das besteht darin, dass der Mensch sich selbst noch nicht kennengelernt und verstanden hat, und stattdessen versucht, Gott und andere zu verstehen“. 
Nach seinem Tod im Jahr 1996 führten seine Schüler die Arbeit fort, um die Tradition der Yogis des Himalaya im Sinne seines Lehrers weiterzugeben. Einer seiner Schüler, Veda Bharati († 2015), war über 60 Jahre weltweit aktiv. Der Nachfolger Swami Ramas als Leiter des Himalayan Institute in USA, Pandit Rajmani Tigunait, lehrt weiterhin weltweit und leitet weltweit humanitäre Projekte (Schwerpunkte in Indien, Mittelamerika und insbesondere Afrika) im Sinne von Swami Rama.

## Schriften
- Swami Rama (2018) "Mein Leben mit den Meistern des Himalayas – Erfahrungen eines modernen Weisen und Yogi", Neuübersetzung der Autobiographie[8], Agni Verlag[8], ISBN 978-3-96457-108-3.
- Swami Rama (2018) "Die Kunst des freudvollen Lebens – Ein Handbuch des Glücks im Hier und Jetzt", Deutsche Erstausgabe[8], Agni Verlag[8], ISBN 978-3-96457-054-3.
- Swami Rama (2005) „Unter Meistern im Himalaya - Autobiographie“, Schirner Verlag (nicht mehr lieferbar, Neuübersetzung 2018: ISBN 978-3-96457-108-3).
- Swami Rama (1990) „Ganzheitlich leben. Eine praktische Anleitung“, Verlag Ganzheitlich Leben.
- Swami Rama (1986) „Path of Fire and Light“, Himalayan Institute Press.